# Plaza de Armas de Maipú
La Plaza de Armas de Maipú es una plaza y, al mismo tiempo, una zona histórica en donde Chile gestó su independencia respecto de España. Maipú se sitúa al poniente de Santiago y es actualmente la segunda comuna más poblada del país. La referencia exacta de su plaza está en el cruce de sus principales arterias, avenida Pajaritos y avenida 5 de Abril. Ahí se concentra gran parte de la actividad comercial junto con los hitos patrióticos como el Templo Votivo de Maipú y otros lugares de connotación histórica.

## Origen y desarrollo histórico
Fue inaugurada el 29 de abril de 1988, ya que en su lugar existía, desde 1955, el antiguo Estadio Municipal de Maipú. La zona de la plaza tuvo una temprana incorporación a los lugares más representativos de la ciudad, pero pese a ser escenario de un momento importante del país, su desarrollo fue muy lento y su anexión a la capital fue tardía.
El origen de la zona entre el Templo y la Plaza se debe a la Virgen del Carmen; ésta se convierte en la protectora simbólica de la decisiva Batalla de Maipú y se le construye un templo (que está a algunos metros de la plaza) en su honor el que estaría listo solo a fines del siglo XIX.
Tal como las populosas comunas de La Florida y Puente Alto, durante el siglo XX hubo una continua llegada de habitantes, la gran mayoría venida del proletariado pero también parte de la clase media, que empezaron a habitar progresivamente la zona entre ranchos, tierras patronales y tierras agrícolas. Al igual que las otras dos comunas mencionadas, si bien tuvo un crecimiento ordenado en su casco histórico, su explosión demográfica se dio desde los años 1960 (migración campo-ciudad) sobre todo a través de la construcción de las villas, conjuntos residenciales uniformes destinados a las clases medias emergentes, pero también a las clases bajas bajo el formato de viviendas sociales. Sin embargo, en este último caso, se le designa a los conjuntos con el apelativo de poblaciones.
En los años 1970, el Templo finaliza su idea estructural y dos décadas más tarde se terminan los detalles restantes, quedando como un enorme monumento que se destaca entre los lugares de culto más destacados del país por volumen e importancia.
En los 1980 se empieza a vitalizar la Avenida Pajaritos, transformándose hoy en el gran punto de conexión de la comuna, uniendo numerosas villas y parques durante su trayecto. Pese a todo, a fines de los años 80 se puede notar recién una trama comercial y urbanística consolidada en la zona de la plaza de Maipú, sin dejar de ver su tradición como punto referencial.
En los años 1990, ya consolidada la comuna, se empiezan a ver nuevos proyectos orientados a una clase media con mayores ingresos e inversiones en parques, ordenamiento, obras de mejoramiento urbano, construcción de autopistas y carreteras además de la llegada del Metro de Santiago en enero de 2011. La plaza de Maipú, en tanto, sigue teniendo un diseño tradicional que se enlaza con museos, capillas y el templo, en las cuadras inmediatas a la plaza donde hace siglos la Batalla de Maipú tuvo lugar.

## Remodelación

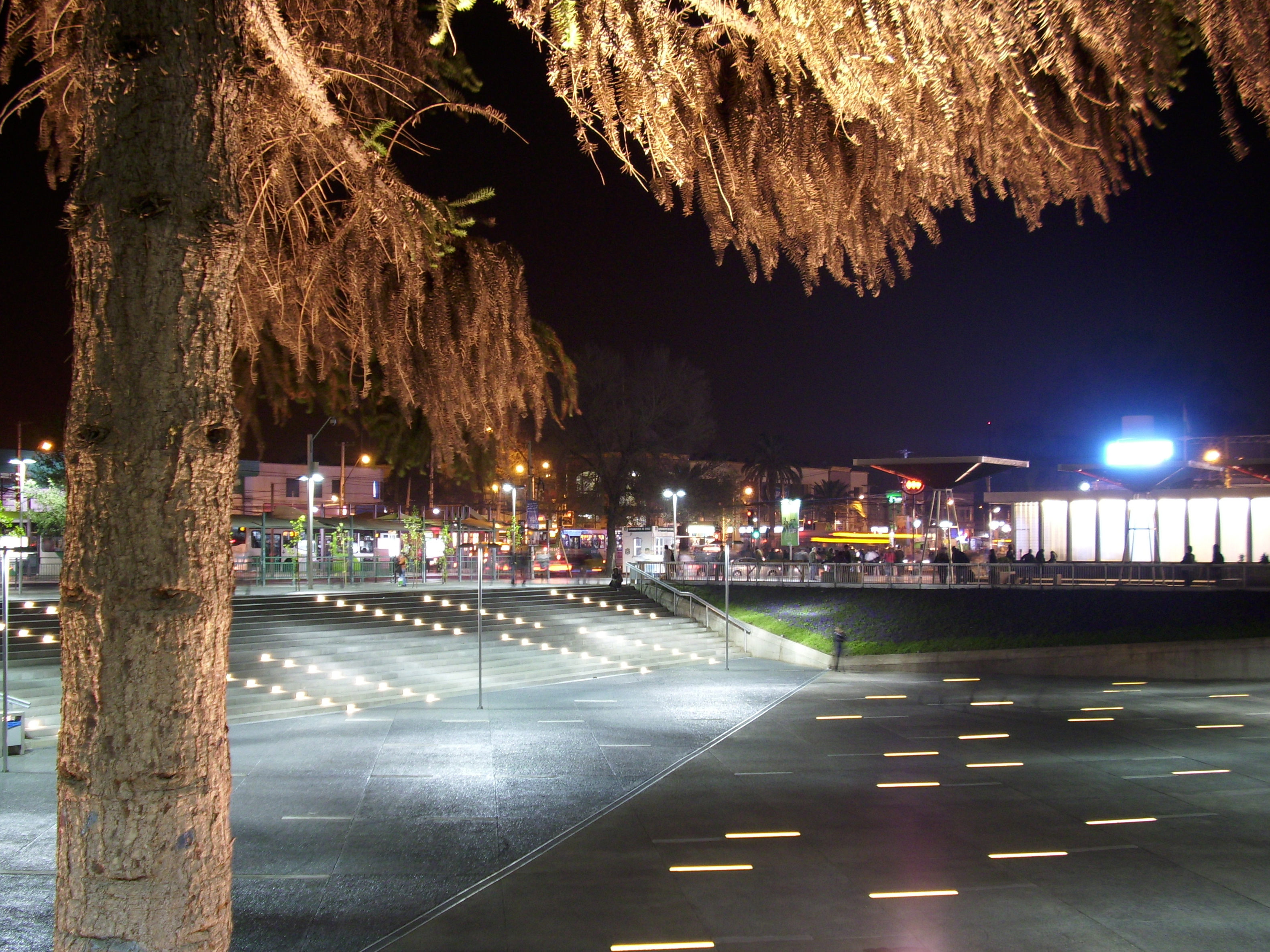
La «plaza para un millón de ciudadanos» ya terminada.

En el año 2009, la empresa Metro y la Municipalidad de Maipú organizaron el concurso «Plaza para un millón de ciudadanos», que recibió cincuenta y tres propuestas de diferentes arquitectos para remodelar la Plaza de Armas de Maipú, comuna que para el año 2020 tendrá, según estimaciones, un millón de habitantes. El proyecto ganador fue anunciado el 25 de octubre de 2009 y correspondió al de las firmas LMB y TRI Arquitectura.

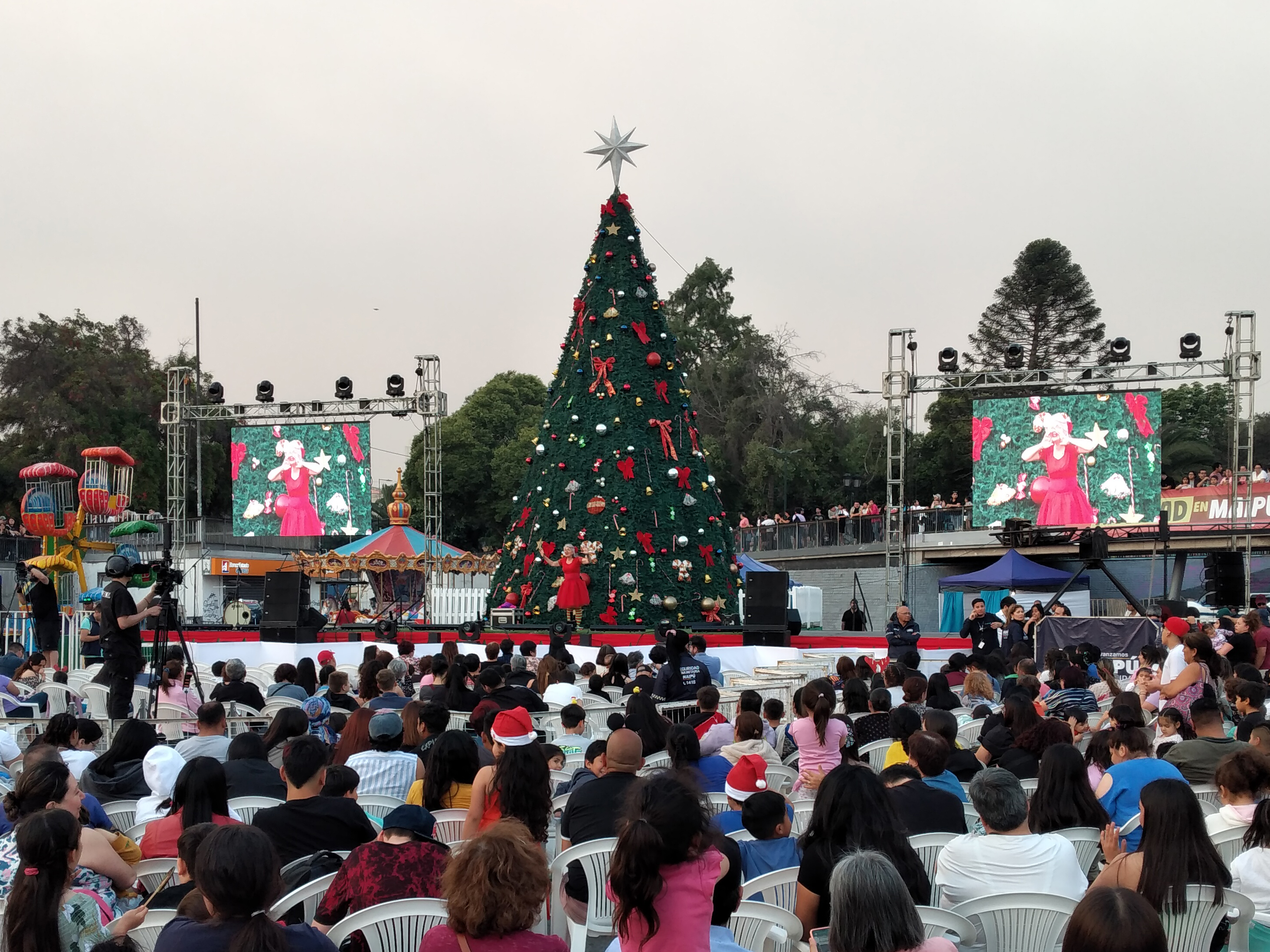
Actividad navideña realizada en la explanada de la Plaza de Maipú.

La nueva plaza comenzó a construirse en septiembre de 2010 y fue inaugurada el 1 de abril de 2011, con una ceremonia amenizada por el pianista Roberto Bravo. A partir de ese día, unas 20.000 personas transitan por ahí diariamente, muchas de las cuales pueden acceder a la estación de metro Plaza de Maipú inaugurada dos meses antes en el mismo lugar. El costo de este proyecto fue de $780.000.000. Entre las especies arbóreas de gran valor que existían en el lugar, tres ceibos y una araucaria se mantuvieron intactos tras la intervención.
En mayo de 2011 se realizó el concurso «Escultura Artística Plaza Mayor» con el objetivo de encontrar una escultura que adornara la Plaza a la vez que resaltara el caminar de los transeúntes por el lugar. De los siete trabajos participantes, el jurado —compuesto por Alberto Undurraga, Carlos Jara, Liisa Voionmaa, Enrique Solanich, Michel Carles, Osvaldo Rivera y Federico Assler— escogió la obra Pasajepaisaje, de la artista Francisca Sánchez, que fue instalada en el costado sur de la plaza en noviembre de 2011. Esta escultura era de color rosa y se asemejaba a un túnel que permitía a los transeúntes pasar por ella hasta que fue retirada por la administración de Cathy Barriga (2016-2021). En su lugar se dibujó un corazón de flores sobre el césped, el cual fue retirado poco tiempo después.

## Memorial de los Derechos Humanos
En julio de 2011, el concejal del Partido por la Democracia (PPD), Carlos Jara, propuso ante las autoridades de Maipú la creación de un memorial para recordar a los detenidos desaparecidos y ejecutados políticos de la comuna durante el régimen militar de Augusto Pinochet entre 1973 y 1990. Después de tres sesiones donde se discutió la iniciativa, el concejo aprobó un presupuesto de treinta millones de pesos para su construcción. Posteriormente, el 27 de febrero y el 5 de marzo de 2012, se realizaron dos comisiones en las que se discutiió el diseño del memorial y su ubicación. Entre los tres diseños que participaron, la comisión optó, a través de votación secreta, por la propuesta del arquitecto Rubén Peralta. Respecto al lugar donde se erigiría el memorial, por petición de la Comisión de Derechos Humanos de Maipú, se decidió que sería la plaza Mayor y no la ex Medialuna de Maipú, que era la otra opción.
Finalmente, el 19 de mayo de 2012, en un acto encabezado por el alcalde de Maipú Alberto Undurraga, se entregó a la comunidad el Memorial de los Derechos Humanos, el cual posee placas de acero oxidado que llevan inscritos los nombres de sesenta y ocho víctimas.
El año 2016, bajo el mandato del alcalde Christian Vittori, el memorial tuvo modificaciones como el cambio de color, el borrado de los nombres de los ejecutados políticos desaparecidos y la adición de figuras humanas que no formaban parte de la obra inicial.
En 2020, el Décimo Noveno Juzgado Civil de Santiago acogió la demanda presentada por el arquitecto Rubén Peralta contra el Municipio de Maipú por infracción a la Ley de Propiedad Intelectual, resultando en que la alcaldía tuviese que pagar 10 millones de pesos chilenos por daño moral y por borrar el nombre del arquitecto de la escultura.